# Faig Gasimov
Faig Gachay oglu Gasimov (en azerí: Faiq Qaçay oğlu Qasımov; Qubadli, 10 de febrero de 1974 - Fuzuli, 27 de septiembre de 2020) fue un militar de Azerbaiyán, teniente coronel de las Fuerzas Armadas de Azerbaiyán, Héroe de la Guerra Patria.

## Biografía
Faig Gasimov nació el 10 de febrero de 1974 en Qubadli. 
Participó en la primera guerra del Alto Karabaj. En esta guerra luchó en el batallón de Aliyar Aliyev, Héroe Nacional de Azerbaiyán.Después del servicio militar, en los años 1993-1995 estudió en la Escuela Militar Superior de Azerbaiyán. En 1995-2009 sirvió en Najicheván, en 2009-2010 en Balakán. También participó en la guerra de los Cuatro Días.
Faig Gasimov cayó mártir en la Guerra de Patria el 27 de septiembre de 2020. El 9 de diciembre de 2020, por la orden del Presidente de Azerbaiyán, fue galardonado póstumamente con la Medalla de Héroe de la Guerra Patria.

## Premios y títulos
- Medalla de distinción en el Servicio Militar
- Medalla "Centenario del ejército azerbaiyano"
- Medalla de Héroe de la Guerra Patria (2020)[3]
- Orden "Por la Patria" (2020)[4]
- Medalla Por la liberación de Khojavend (2020)[5]
- Medalla Por la liberación de Fuzuli (2020)[6]